# 파주스피드파크
파주스피드파크(Paju Speedpark)는 대한민국의 카트 전용 경기장이다. 총 길이 1.2 km, 폭 8m~11m, 최대 직선거리 250m로 국제대회 개최가 가능하다. 2012년 9월 영암 F1카트경기장이 개장하기 전까지 대한민국 내 최대 규모의 카트 경기장이었다.

## 같이 보기
- 레이싱 카트